# Sveti Tit
Sveti Tit je bio ranokršćanski misionar i biskup, suputnik i učenik apostola Pavla. 

## Životopis
Ivan Zlatousti navodi kako se Tit rodio u Grčkoj u Korintu. Nakon što je u Korintu propovijedao sveti Pavao, Tit se obratio na kršćanstvo. Pavao ga je ztim uzeo sa sobom na apostolsko putovanje. U poslanicama ga je često nazivao svojim bratom, drugom i pomoćnikom.
S Pavlom se nalazio na apostolskom saboru 51. godine, a zatim ga je posalo u Korint kako bi uklonio razmirice među kršćanima. Nakon št je obavio posao u Korintu, vratio se k Pavlu. Zatim ga je po drugi put poslao u Korint, kako bi skupljao darove za siromašne u Jeruzalemu i drugdje.
U Poslanici Timoteju navodi se kako se kasnije nalazio u Dalmaciji šireći kršćanstvo.
Na jednom kasnijem apostolskom putovanju Pavao je došao na otok Kretu. Pavao ga je tada postavio za kretskog biskupa.

## Štovanje
Nakon smrti sahranjen je u stolnoj crkvi u Gortinu na Kreti. Nakon što su muslimani razorili grad 823. godine, od njegovoga tijela ostala je samo glava. Relikvija se čuvala u crkvi sv. Marka u Veneciji. U svibnju 1966. kao znak približenja istočne i zapadne Crkve vraćena je na otok Kretu.
Spomendan mu se u Katoličkoj Crkvi prije slavio 4. siječnja te zatim 6. veljače. Od 1969. slavi se sa svetim Timotejem 26. siječnja.
Posvećena mu je kapelica u Biskupskom ordinarijatu u Splitu 2005. godine.
Naziva se i „Apostol Dalmacije”.

## Poveznice
- Poslanica Titu
- Timotej

### Knjige
- Lach, Maksimilijan. 1939. Životi svetaca za svaki dan u siječnju. 1. Hrvatsko književno društvo sv. Jeronima u Zagrebu. Zagreb.
- Iveković, Francisko. 1892. Životi svetaca i svetica Božjih: Siječanj, veljača, ožujak. Dijel 1. 2. izdanje. Hrvatsko katoličko tiskovno društvo. Zagreb.
- Koledar svih svetaca i svetica božjih ili životi svetaca za sve dneve godišta i sve godišnje svetkovine pomične i nepomične i potpuni privod rimskoga martirologija. Narodna tiskara. Split. 1838
- Blazović, Augustin. 1966. Sveci u crikevnom ljetu. I. dio. Beč

### Mrežna sjedišta
- Perić, Ratko. 2025. Tit iz Antiohije. Vjera i djela. Pristupljeno 3. veljače 2025.

## Vanjske poveznice
Ostali projekti
|  | Zajednički poslužitelj ima još gradiva o temi Sveti Tit |